# Jean-Pierre Ducolombier
Jean-Pierre Ducolombier, (aussi Du Colombier et Grégoire Du Colombier) né le 13 janvier 1769 à Lyon et mort le 12 mars 1819 à Montbrison, est un haut fonctionnaire français, préfet napoléonien.

## Biographie
Jean-Pierre Ducolombier est le fils d'un inspecteur de douanes qui descend d'une famille de Valence.
Cette famille du Colombier n’est pas à confondre avec la famille subsistante Bureau du Colombier, originaire d’Anjou. Cette erreur est parfois faite.
Il est le frère de Caroline Grégoire Du Colombier, qui a été une flirt du lieutenant Napoléon en 1785-1786 pendant son séjour en garnison au régiment de La Fère à Valence , et qui sera plus tard Dame de compagnie de Madame Mère Letizia Bonaparte.
Il étudie à Paris, puis il entre dans les domaines du roi en 1786. Pendant la Révolution il est successivement receveur (1789), vérificateur (1792) et inspecteur (An VI - 1797) dans l'administration fiscale. Avec une interruption : en 1793, il est parmi les fédéralistes qui s'opposent à la Convention nationale et il est exilé. Il revient en France en 1795. Il se marie en 1798 avec Adelaïde Faider. En 1803, il est commissaire dans l'Armée d'Angleterre à Boulogne-sur-Mer.
Le 24 frimaire an XIII (15 décembre 1804), il est nommé sous-préfet dans les Deux-Sèvres, au moment où la sous-préfecture est transférée de Thouars à Bressuire. Il y arrive dans le temps de la résistance au Concordat de 1801 dont le Bressuirais est un des centres. Le sous-préfet installe des prêtres soumis, mais les paroissiens partent vers une église où il n'y a pas encore de prêtre soumis. Le sous-préfet fait alors dès avril 1805 fermer ces églises veuves, et devant des protestations muettes qui suivent, il fait incarcérer les prêtres les plus réfractaires. Dans le Bressuirais circulent cette année des fausses lettres dites de Coucy qui incitent à la rébellion. L’auteur en serait Jean-Charles de Coucy, évêque réfractaire de La Rochelle alors en prison en Espagne ; mais le sous-préfet Du Colombier et son préfet Dupin considèrent l'évêque hors cause, sur quoi Napoléon le met en liberté. En février 1806, le ministre de la Police Joseph Fouché ordonne au préfet Dupin d'arrêter les prêtres réfractaires. Pour mieux réussir ces arrestations, Du Colombier dirige une organisation de police secrète, approuvée par le préfet. Le résultat est mince : le sous-préfet rapporte le 21 mars 1807 à Fouché que seulement 4 des 16 prêtres cachés ont été arrêtés.
Le 3 avril 1807, Du Colombier est nommé préfet de la Loire à Montbrison. Il fait imprimer un Annuaire statistique du Département de la Loire (Montbrisson, Cheminal, 1809), qui contient les premiers statistiques sur les commerces et les industries du département. Il ouvre à Saint-Étienne un dépôt de mendicité qui peut loger 250 à 300 mendiants. Il se fait de solides relations dans le département. Une de ses sœurs se marie en 1810 avec le sous-préfet de Saint-Étienne, Sauzéa. Les deux beaux-frères, bons vivants et francs-maçons, ont stimulé l'industrie dans la vallée du Gier, mais ont aimé un peu trop l'argent : ils ont participé à des malversations financières, dévoilées en 1816.
Le premier mai 1812, il passe à la préfecture de Marengo mais assiste en 1814 à la prise d’Alexandrie, la ville de préfecture, par la Autrichiens, ce qui lui causa la perte de nombreux biens.
À la Première Restauration, il reste d'abord en service sous Louis XVIII. Il perd ce poste en novembre 1814.
Pendant les Cent-Jours, le 25 mars 1815, le baron du Colombier est préfet de Saône-et-Loire mais Napoléon le remplace le 7 mai 1815. À cause de ce poste pendant les Cent-Jours, il est écarté de la préfectorale pendant la Seconde restauration et il se retire à Montbrison.

## Honneurs
- 15 décembre 1809 : baron de l'Empire.
- 30 juin 1811 : chevalier de la Légion d'honneur[13].